# 10161 Наканосіма
10161 Наканосіма (10161 Nakanoshima) — астероїд головного поясу, відкритий 31 грудня 1994 року.
Тіссеранів параметр щодо Юпітера — 3,531.
Названо на честь Наканосіма (яп. なかのしま(中之島) наканосіма)